# Freno dinamometrico
Un freno dinamometrico è un apparato utilizzato per la misura del momento meccanico, e indirettamente della potenza erogata da un motore.

## Caratteristiche generali

### Principali tipi di freno dinamometrico
I freni dinamometrici sono classificabili in 3 categorie principali:
- Freni meccanici: a ceppi, a disco o a tamburo, usano l'attrito tra due corpi a contatto per creare un'azione frenante.
- Freni idraulici: sfruttano l'azione di un fluido (solitamente acqua) per creare attrito e generare un'azione frenante.
- Freni elettrici: macchine elettriche reversibili o a correnti parassite che sfruttano la corrente elettrica per creare un'azione frenante.

### Componentistica
Un freno dinamometrico è caratterizzato dalle principali componenti:
- Rotore: calettato rigidamente all'albero motore attraverso un giunto.
- Statore: oscillante, munito di braccio calibrato per la misura della coppia.
- Regolatore di carico: componente che permette di regolare la quantità di coppia frenante esercitata dal freno.
- Dinamometro di precisione: strumento necessario alla misura della coppia motrice esercitata dal motore
- Sensore di velocità angolare: strumento necessario per misurare la potenza del motore in prova.

## Freni Idraulici

### Funzionamento
Il freno idraulico a carcassa oscillante è costituito da supporti solidamente ancorati al suolo, una carcassa (o statore) e un rotore. Il motore in prova mette in rotazione l'albero di trasmissione, che può essere posizionato subito dopo il volano o dopo il cambio a seconda delle necessità del banco prova, azionando la rotazione del rotore. Una volta iniziata la rotazione dentro lo statore viene immessa dall'utente una quantità variabile di liquido a seconda delle condizioni che voglio ricreare; maggiore sarà la quantità di acqua ammessa dentro lo statore, maggiore sarà la coppia frenante.
Durante il funzionamento il rotore esercita sullo statore una coppia, uguale alla coppia motrice, che tende a trascinarlo in rotazione; il moto viene impedito da una coppia resistente che viene ottenuta collegando l'estremità del braccio della forza con un dinamometro di precisione. Il dinamometro, solitamente una barra metallica con estensimetri, si comprime e permette di misurare indirettamente la coppia resistente conoscendo la deformazione per compressione, e nel contempo tenere bloccata la carcassa rispetto alla rotazione libera.

### Tipi di freno idraulico
I freni idraulici si dividono in 2 principali categorie:
- Freni a laminazione: detti anche freni di tipo Ranzi, hanno un rotore costituito da dischi in lamiera di acciaio. Quando l'acqua entra nello statore si disperde a livello libero, sul fondo, senza pressione. Quando viene acceso il motore la coppia frenante viene generata dall'attrito tra i dischi rotanti e l'acqua nella quale sono immersi. Il livello dell'acqua viene controllato da una saracinesca che permette una regolazione millimetrica. Per questo tipo di freni maggiore è lo spessore radiale, maggiore sarà la frenatura a parità di livello di acqua.

- Freni vorticellari: detti anche freni di tipo Froude, sono utilizzati per coppie rilevanti a bassi regimi. Nelle pareti affacciate dello statore e del rotore sono ricavati degli alveoli di forma opportuna. Quando il rotore è posto in moto dal motore ad esso accoppiato, l’acqua in esso circolante, per la presenza degli alveoli assume moti vorticosi in quanto viene proiettata, a causa della forza centrifuga, dal rotore verso l’esterno, penetra alla periferia degli alveoli dello statore e rientra, a velocità diminuita, negli alveoli del rotore in prossimità dell’asse di rotazione. L’azione frenante che provoca la reazione alla coppia motrice del rotore è prodotta dai moti vorticosi dell’acqua e la variazione di carico sul motore – e quindi la variazione dell’azione frenante – è ottenuta spostando radialmente, mediante un volantino, due mezze scatole semicircolari, inserite nello spazio compreso tra il rotore ed i due elementi dello statore. Coprendo più o meno gli alveoli dello statore e del rotore si rende inattiva una parte di queste cavità e si ha la possibilità di applicare al motore un carico corrispondente alla potenza che si vuole frenare. Nelle realizzazioni più moderne, per velocizzare il tempo di risposta e migliorare la precisione nel controllo della coppia frenante, ogni semi-rotore è affacciato ad un semi-statore, ed entrambi si presentano come due toroidi cavi all’interno dei quali vengono realizzate delle alette. Il “carico” viene regolato agendo su una valvola (strozzatura) posta all'uscita del flusso d’acqua.

L'inclinazione dei setti nei freni vorticellari ha una grande influenza sulla potenza dissipabile, il massimo della potenza dissipabile viene ottenuto con un'inclinazione di 38 gradi. La potenza dissipabile è fortemente variabile con il regime di rotazione del motore, raggiungendo il massimo per valori relativamente bassi, intorno ai 700 giri/minuto. La potenza dissipabile ha una dipendenza anche con il numero dei setti, con un andamento asintotico dopo il 7 setto (oltre 7 setti la frazione dissipata è molto piccola rispetto a prima). 
I freni idraulici sono adatti per i motori marini. Per le applicazioni su motori automobilistici o motociclistici si preferisce un freno di tipo elettrico,.

### Alimentazione e raffreddamento nei freni idraulici
Il liquido all'interno del freno ha due funzioni principali: realizzare potenza frenante e asportare calore. L'alimentazione è affidata alla gravità o a una pompa che tende ad annullare le fluttuazioni di carico uniformando la pressione. L'acqua che alimenta il freno viene fatta circolare in un circuiti di raffreddamento che hanno lo scopo di asportare calore e non far superare al liquido la temperatura di 70 gradi.

## Freni elettrici
I freni elettrici si dividono in due categorie principali:
- freni magnetici: o a correnti parassite, in cui la potenza è convertita in calore quindi smaltita attraverso un sistema di raffreddamento analogo a quello dei freni idraulici. In questi freni la coppia resistente è regolata operando adeguatamente sulle grandezze elettriche (tensioni, correnti, frequenze);
- freni reversibili: la potenza termica è convertita in calore e la coppia resistente sempre agendo su grandezze elettriche; la differenza fondamentale è che queste macchine possono agire come motori o come generatori. L'azione come generatore permette di eseguire contemporaneamente un'azione frenante per portarsi in un preciso punto motore e nel contempo di trasformare questa coppia in energia elettrica da immettere nella rete. L'azione come motore permette di simulare la situazione di freno motore, trascinare il motore per permettere un rodaggio passivo oppure per la misura diretta degli attriti e della coppia richiesta dagli ausiliari. Questo tipo di freno è costituito da una dinamo, che può essere anche operata da motore in continua, dove la potenza 'frenata' viene scaricata al sistema di raffreddamento, mentre la potenza impiegata per il traino del motore proviene da un approvvigionamento elettrico esterno.

### Freni magnetici
Nei freni a correnti parassite:
- Il rotore è una ruota dentata a denti dritti dall'alta permeabilità magnetica, calettato direttamente sull'albero del freno.
- Lo statore è a carcassa oscillante, analogamente a quello di un freno idraulico, ed è situato su cuscinetti collegati con la base fissa del freno. All'estremità esterna dello statore, sulle due facce circolari, vi sono due anelli di materiale ferromagnetico che vengono alimentate in corrente da una bobina e raffreddati da un sistema che asporta calore.

L'avvolgimento dello statore viene alimentato in corrente continua producendo un campo magnetico con concentrazione di flusso in corrispondenza dei denti del rotore, che si magnetizza e smagnetizza alternativamente, al passaggio di un dente. L'oscillazione sinusoidale del campo magnetico genera correnti sullo statore (correnti parassite) che sviluppano un'azione frenante sul rotore. Le sezioni di materiale ferromagnetico sono raffreddate mediante una serie di condotti che permettono il passaggio di acqua di raffreddamento. In questo caso le correnti parassite metterebbero in rotazione lo statore che però è bloccato dal dinamometro per la misura della coppia.
Il campo magnetico generato dal rotore ha un'oscillazione sinusoidale dipendente dal numero dei denti. Si alimenta l'intensità delle correnti parassite, dando più o meno corrente alla bobina.
Il traferro tra lo statore e il rotore deve essere il più piccolo possibile per incrementare al massimo la coppia frenante ottenibile. Per motori veloci, possono avere più rotori in serie.
I limiti di questi tipi di freno sono:
- limite alle dimensioni: sono limitato nelle dimensioni per via delle azioni centrifughe.
- limite al raffreddamento: la zona da raffreddare ha canali piccoli dove si sviluppa molta potenza.
- limite di coppia: a bassi giri vi è un limite alla coppia frenante.

## Modalità di utilizzo
Il sistema di controllo freno può essere utilizzato con permutazioni delle seguenti impostazioni:
- in coppia.
- in giri al minuto (velocità di rotazione).

Esempio (motore a benzina): si vuole lavorare a 200 Nm di coppia a 1250 giri/minuto. Si deve arrivare in una condizione stabile, più precisamente la condizione ideale in cui il motore gira perfettamente a 1250 giri al minuto e la coppia motrice è uguale a quella resistente.
- Caso 1: posizionandosi a 1250 giri/minuto con una coppia resistente nulla da parte del freno. Il corpo farfallato avrà un'apertura del 5% e permette al motore di funzionare stabilmente in quelle condizioni. Si incrementa l'apertura della farfalla al 10%, incrementando quindi la velocità di rotazione, se si mantiene la coppia resistente a zero. Si applica ora corrente al freno, ad esempio 50 Nm, per far ritornare la velocità di rotazione del motore a 1250 giri/minuto. Ripetendo iterativamente, aprendo la farfalla e generando più coppia mantenendo 1250 rpm costanti, fino al raggiungimento dell'obiettivo dei 1250 giri/minuto.
- Caso 2: ci si posiziona a un valore di coppia di 200 Nm alimentando il freno con una corrente che generi una velocità di rotazione di 3000 giri/minuto. Si applica maggiore corrente per riportarsi a 1250 giri/minuto. La coppia motrice calerà, quindi si aprirà il corpo farfallato di conseguenza, per aumentare la coppia motrice. Si itera finché non si raggiunge il punto motore desiderato a una certa apertura della farfalla.

## Accoppiamenti
Accoppiamenti utilizzati:
| Impostazione Motore | Impostazione Freno | Caratteristica                                                                                      |
| ------------------- | ------------------ | --------------------------------------------------------------------------------------------------- |
| Posizione           | Potenza            | Prova caratteristica dell'elica, retroazione non necessarie                                         |
| Posizione           | Velocità           | Controllo particolarmente stabile ed utilizzato per dare le curve di coppia, retroazione necessaria |
| Velocità            | Coppia             | Utile per limitare i carichi sul motore, retroazione necessaria                                     |
| Coppia              | Velocità           | usato per confrontare motori diversi, retroazione necessaria                                        |
| Posizione           | (Coppia)           | Instabile ad alti carichi e bassi regimi, retroazione necessaria                                    |